# 阿里斯泰爾·羅伊
阿里斯泰爾·羅伊（英語：Alistair Roy；1997年5月26日—）是一位蘇格蘭足球運動員。在場上的位置是前鋒。他現在效力於蘇格蘭足球超級聯賽球隊哈茨足球俱樂部。